# Mekorama
Mekorama è un videogioco puzzle tridimensionale mobile ideato in Svezia da Martin Magni nel 14 febbraio 2016 con il suo precedente gioco Odd Bot Out e con il suo gioco successivo Fancade.
È diventato un gioco "Da non perdere" su Play Store con una recensione di 4,4 stelle e con più di 10 milioni di download.
Venne anche pubblicata una versione VR l'8 novembre 2016.

## Modalità di gioco
Nella schermata iniziale, sono presenti 5 pagine che si possono sfogliare come se fosse un album. Ognuna di esse permette al giocatore di selezionare una carta o di premere un bottone con l'icona.
Una volta completata una carta verrà timbrato uno stampo con una stella (precedentemente con un segno di spunta). Per far muovere il personaggio, bisogna toccare in una zona certa, che non sia un blocco più alto o in un blocco più in basso. Grazie alle scale si può riuscire a salire e scendere per andare in un blocco più in alto oppure più in basso. Ci sono alcune varie pecche che il giocatore non può fare:
- non può salire sulle rampe
- non può saltare negli spazi vuoti (fatta eccezione di alcuni che grazie a un bug può farlo)
- non può andare sui muri anche se lo si vede selezionabile
- non può camminare sopra gli occhi, sui tubi, e sulle staccionate. Se il protagonista viene forzato ad andarci sopra, non sarà possibile alcuna mossa su un blocco dello stesso tipo in modo da costringere il giocatore a toccare una posizione ovvia ma vicina a lui
- non resiste dalle scosse degli Zapper come i robot rossi e i blu
- se cade nella superficie piana, non sarà possibile premere una casella ovvia cosi lontana dal personaggio.

Si possono incontrare blocchi molto speciali chiamati Draggable che appaiono comunemente nella modalità storia con l'uso dello schermo touch, si può prenderlo e orientarlo come un oggetto a scorrimento oppure come un motore, dipende da che cosa è agganciato. Se non viene agganciato a nessuno Slider o Motor a fargli da supporto, diventa un semplice blocco movibile da ogni coordinata eccetto quella Y che all'inizio, non apparivano ne nella storia ne nella pagina Master Makers.

## Le pagine di Mekorama

### Mekorama Story
In questa sezione, si possono trovare 70 carte (prima 50) ognuna presenta un differente titolo, diorema e codice QR. iniziando dalla prima carta "Crash Course", si vedrà un robot di colore giallo con braccia e gambe di filo elastico. La sua testa è un occhio e nel busto c'è stampato una B che sta per "Bot" o probabilmente "bumble-bee". mentre vola in aria, i suoi propulsori smettono di funzionare e cade in un lago dove il quale c'è una casa. In questo instante verrà dato un tutorial molto semplice al giocatore. è l'unica pagina che presenta delle carte bloccate cioè che possono essere rivelate completando un livello. Dopo il completamento del livello 1 verranno invece rivelate 3 invece che una sola per aiutare al giocatore a progredire nel gioco anche se non le ha completate tutte. Alla fine del gioco, nell'ultima carta, si potrà vedere una struttura simile a un magazzino, dopo esserci entrato la visuale si ripristina di default e si sentiranno suoni di martelli e infine il robot riesce a riparare i propulsori e saluta il giocatore prima di spiccare il volo.

### Master Makers
In questa sezione aggiunta solo nella nuova versione nel 7 novembre 2020, sono presenti 35 carte, ognuna è stata creata dagli autori migliori della pagina "Build Levels" tra i quali presenti sono ad esempio: Meko, Sawdust, Chuckthulhu e Richardfu. Vengono presentati livelli più impegnativi ma anche più creativi come ad esempio "the smile" dove il quale si può creare una faccia sorridente muovendo gli Slider o "Cannon Bot" dove il robot diventa un proiettile pronto a colpire il sensore oppure anche in "tower defense" dove bisogna abbattere tutti i red bot senza che elettrificano il robot giallo, spostando gli Slider che sganceranno delle palle di metallo, quest'ultimo è inspirato al genere di videogiochi Tower Defense.

### Card Collector
Qui si possono ottenere carte fotografando o scannerizzando codici QR provenienti da Facebook, Twitter e dal Mekorama Forum.

### Build Levels
In questa pagina si possono creare i diorami che si vuole, premendo su una carta con un marchio a +. Si potranno scegliere il nome del livello e il nome dell'autore (massimo 16 caratteri). Maggiore è la dimensione del livello, maggiore sarà la dimensione del codice QR.

### Premium & Options & Credits
All'inizio le due pagine Premium e Options insieme a Credits, erano distinte ma dopo l'aggiornamento del 2 novembre 2020, si sono unite in unica pagina. nella sezione Premium sarà presente un pagamento di 4,29 euro che include la rimozione delle pubblicità e di tutte le soluzioni. In Options invece, ci sono 3 bottoni on/off, uno per la musica che se verrà disattivato, invece delle solite note composte da uno strumento musicale ogni volta che il giocatore preme su una casella ovvia, invece, il suono verrà sostituito con un semplice suono di goccia che non si ripete durante il livello, uno per i suoni e per finire uno per gli effetti speciali di shake dove ogni volta che uno slider si imbatte ad alta velocità, la camera trema per qualche instante e per finire ci sono i Credits dei titoli di coda che mostrano chi ha sviluppato e sostenuto il gioco.

## Accoglienza
NerdBurger ha definito Mekorama come "un gioco intelligente per il vostro cellulare!". Ha ricevuto una menzione d'onore dalla giuria dell'International Mobile Gaming Awards 2017.